# 孫毓 (明朝)
孫毓（14世紀—15世紀），山東濟南府武定州商河縣人，明朝政治人物。

## 生平
孫毓是永樂二十一年（1423年）的舉人，宣德二年（1427年）成進士，獲授行在監察御史，彈劾不避權貴，多次平反冤獄；陞任陝西右參政，以廉勤著名，轉任陝西左布政使。之後他仍上疏論及執政者，幾乎反遭誣陷，皇上因此要他致仕。